# Jailwang
Jailwang (nepalski: जैल्वाड) – gaun wikas samiti w zachodniej części Nepalu w strefie Rapti w dystrykcie Rolpa. Według nepalskiego spisu powszechnego z 2011 roku liczył on 510 gospodarstw domowych i 2896 mieszkańców (1515 kobiet i 1381 mężczyzn).